# Latre
Latre es una localidad española perteneciente al municipio de Caldearenas, en la comarca del Alto Gállego, provincia de Huesca, Aragón.

## Historia
Su iglesia dedicada a San Miguel fue edificada en la segunda mitad del siglo XII, aunque con modernas remodelaciones, pudiendo datar su torre en el año 1608. Destacan las casas denominadas Chaime, Lloro, Felir, Pedro Grasa o Labrador, distribuidas en dos barrios que separa un barranco, de allí el mote de "esbarranquiaus". En sus inmediaciones se conserva un antiguo horno de cal en el paraje conocido como "O Fornocal". Cuenta con abadía y escuela, hoy deshabitada.

## Demografía
| Gráfica de evolución demográfica de Latre entre 1842 y 1960 |
| |
| Población de derecho según los censos de población del INE Población de hecho según los censos de población del INEEntre el censo de 1857 y el anterior, crece el término del municipio porque incorpora a Artaso y Sieso de Jaca Entre el censo de 1970 y el anterior, este municipio desaparece porque se integra en el municipio Caldearenas |

### Localidad
Datos demográficos de la localidad de Latre desde 1900:
| 133                   | 137 | 151 | 146 | 133 | 99 | 87 | 63 | 60 | 40 | 34 | 35 | 19 |
| (Fuente: IAEST e INE) |     |     |     |     |    |    |    |    |    |    |    |    |

- Datos referidos a la población de derecho.

### Antiguo municipio
Datos demográficos del municipio de Latre desde 1842:
| 148           | 279 | 292 | 246 | 263 | 291 | 283 | 284 | 282 | 255 | 218 | 165 | 106 | -- |
| (Fuente: INE) |     |     |     |     |     |     |     |     |     |     |     |     |    |

- Entre el censo de 1857 y el anterior, crece el término del municipio porque incorpora a Artaso y Sieso de Jaca.
- Entre el censo de 1970 y el anterior, este municipio desaparece porque se integra en el municipio de Caldearenas.
- Datos referidos a la población de derecho, excepto en los censos de 1857 y 1860 que se refieren a la población de hecho.